# Jazz rock
El jazz rock es uno de los subgéneros musicales que se desarrollaron en los últimos años de la década de 1960 y comienzos de los 70. Emparentado con el rock progresivo, conformó su propio lenguaje y desarrolló varias líneas de características bien definidas. Los principales grupos radicaron en Estados Unidos, pero los orígenes del género se plantearon en Inglaterra a partir de 1963, y más tarde encontramos ejemplos del mismo en otros países, incluidos Chile, Argentina, España y Latinoamérica.
Los años 1970 fueron la década más visible para la fusión, pero el estilo ha estado también bien representado durante épocas más recientes.

## Características musicales
Todas las variantes del género, incluyeron una serie de elementos característicos propios:

### En relación con la estructura delritmo
Aunque se siguió generalmente el tipo de compás cuaternario propio del rock, las líneas del bajo y la batería recogieron modos típicamente jazzísticos, especialmente durante los solos.

### En relación con losarreglos
Aunque en muchos casos los arreglos para las secciones de viento se limitaron a la armonización de los riff de guitarra clásicos del rock, en otros se produjeron verdaderos arreglos para voces instrumentales diferentes, al modo de las bandas de jazz. La influencia en estos varió desde los claramente influenciados por el bop, como en los primeros discos de BS&T, hasta los que tomaron sus raíces en las orquestas de swing, como en el caso de Chase. En algunos casos (Dzyan, The Flock...) la influencia de las improvisaciones y arreglos colectivos del free jazz fue evidente.

### En relación con los solos instrumentales
Aunque el concepto de solo ya era conocido y usado por el rock anterior a 1967, en el jazz rock se desarrolla de forma habitual, prácticamente en todos los temas, tomando en muchos de ellos un papel relevante e, incluso, principal respecto al tema vocal, al modo de la tradición jazzística. Ello exigió la presencia en las bandas de instrumentistas solventes, en algunos casos de muy alto nivel: Randy Brecker, Bill Chase, Chick Corea, Stanley Clarke, Lewis Soloff, Dave Bargeron, Wayne Shorter, Billy Cobham, etc.. Todos ellos ocuparon puestos destacados en los polls de la revista Down Beat, la principal revista jazz, a lo largo de los años 1970.

## Subgéneros
El concepto no se aplicó a una sola corriente de desarrollo musical, sino que en el mismo podemos encontrar, al menos, dos subgéneros bien diferenciados:

### Lasbig bandsde rock
La influencia de las bandas de Soul y R&B de mediados de los años 1960, tuvo un claro efecto en la generación de músicos que, sobre todo en las ciudades del noreste de EE. UU., comenzaron a montar sus bandas hacia 1967. Al núcleo instrumental básico de los grupos clásicos de rock (guitarra, bajo, batería y teclados), se incorporaron instrumentos de metal (trompeta, saxo, trombón), inusuales hasta entonces en el rock, pero de amplia tradición en los géneros antes citados. Fue el crítico de jazz, Joachim E. Berendt, quien propuso la denominación de big bands de rock para estos grupos.

#### Bandas en los Estados Unidos
Las bandas pioneras aparecieron en los Estados Unidos. En 1967, Al Kooper formó la que sería la más importante de éstas, Blood, Sweat & Tears, aunque la más popular, y la que consiguió mejores resultados comerciales, fue el grupo Chicago, que se formó el mismo año, aunque editó su primer álbum un año más tarde que BS&T. 
En estos mismos años, aparecieron otras bandas importantes, como Dreams (1968), Lighthouse (1968), que eran canadienses, Chase (1969), etc. Algunas bandas, que ya existían con anterioridad, añadieron vientos a su formación alrededor de 1968, por la influencia ejercida por BS&T, como The Ides of March, que se formaron en 1964; The Electric Flag (una banda de blues muy relacionada con Mike Bloomfield y Al Kooper); o The Flock (la banda del violinista Jerry Goodman); y otras, como Rare Earth, aún con una sección de viento reducida, o como Buddy Miles, reclamaron su incorporación al género. Bandas posteriores, como Malo (1972), también incorporaron potentes secciones de viento.
Berendt introduce también en este subgénero al grupo Santana, especialmente a partir de su disco Caravanserai, a pesar de carecer de sección completa de metales. Aunque los presupuestos de partida fueron muy diferentes a los de las bandas antes reseñadas, muchos autores también incluyen en este subgénero a uno de los más influyentes grupos de los años 70, Steely Dan.

#### Bandas en Inglaterra
Los grupos ingleses, que habían supuesto el núcleo básico del rock progresivo, no fueron muy dados a las big bands de rock, y ello a pesar de su fuerte tradición de blues. Pero, al menos, es necesario recordar un par bandas muy interesantes: Ginger Baker's Air Force (1970) y CCS, el supergrupo del pianista John Cameron que, realmente, tenía formación de big band y editó su primer disco en 1971. En cierta forma, y aunque muy escorados hacia los sonidos étnicos, el grupo anglo-africano Osibisa también bebió de esta corriente.

#### Bandas en Argentina
En Buenos Aires, donde se desarrolló el movimiento de rock en español más importante, la banda Alma y Vida fue una de las primeras bandas en hacer un jazz rock de notable calidad, a partir de 1970, incluyendo a Bernardo Baraj, saxofonista, Carlos Mellino en los  teclados y voz, Alberto Hualde en la batería, Juan Barrueco en la guitarra, y Mario Salvador con la trompeta. Luego le sucedieron músicos y bandas que realizaron grandes obras de jazz rock y jazz fusión, como Luis Alberto Spinetta, Invisible, Spinetta Jade, La Máquina de Hacer Pájaros, Serú Girán y Tantor, entre otros.

#### Bandas en Chile
En Chile la banda más importante de este estilo es Fulano, agrupación que nace en 1984 y que estuvo activa hasta 2015. Con un estilo que combinaba el rock progresivo, el jazz fusión y la música experimental, a modo de protesta en el Chile dictatorial de Pinochet y posteriormente en la transición a la democracia. Ya en democracia aparece La Marraqueta (1992) como un grupo de jazz con elementos étnicos y eléctricos. En esa línea del etnojazz también Holman Trío liderada por Ernesto Holman. Posteriormente aparecen bandas entre las que destacan Akinetón Retard (1994) y Mediabanda (2000), esta última de gran eclecticismo.

#### Bandas en España
Sorprendentemente, en España hubo algunas bandas que tuvieron relación con este subgénero, ya en época tan temprana como 1967. Un grupo muy influenciado por el soul y que estaba al tanto de los movimientos que estaban teniendo lugar en EE. UU., con sección de metales y todo, fue Los Canarios que, tras una gira por los EE. UU., publicaron su primer sencillo en 1967 y consiguieron un cierto éxito con su tema Get on your knees (1968). También adoptaron algunos elementos del jazz rock de gran banda otros grupos como Henry and the Seven (el embrión de los futuros Pop Tops) y, más tarde, Alcatraz, muy influenciados en sus arreglos por Chicago. También, en sus últimas formaciones hacia 1972, el grupo progresivo catalán Máquina! adoptó el lenguaje del jazz rock. Otros grupos de la vertiente del rock andaluz, como Guadalquivir también adoptaron un estilo jazz-rock, combinado con el propio folklore andaluz y el flamenco.
Bastante más tarde, ya en los años 1990, grupos como La Blues Band de Granada, o Pecos Beck & Tito Poyatos Band, recuperaron el sonido de las big bands de rock.

#### Bandas en Europa
Hubo también bandas de este tipo en otros países europeos, como es el caso de The Lolas, en Polonia.

### El Jazz-rock Fusión
Aunque el Jazz fusión es un género que va más allá de la música rock, se ha aplicado frecuentemente como un casi-sinónimo de jazz-rock, a aquellas formas derivadas de la combinación entre conceptos y fraseos jazzísticos, y sonidos y ritmos de origen roquero, a menudo con influencias de otros géneros cercanos, particularmente pop, R&B, hip hop, soul y/o música electrónica. Los discos de Fusión - incluso los que hayan sido hechos por un mismo artista- incluyen a menudo una variedad de estos estilos musicales.
Más que un estilo musical codificado, la fusión se puede ver como una tendencia o acercamiento musical. Se trata de un estilo típicamente instrumental (es decir, sin voz), aunque algunos subestilos contienen partes vocales; a menudo contiene formas complejas de tempo, métrica y patrones rítmicos, con longitudes extendidas de la pista, ofreciendo improvisaciones muy largas. Los músicos de Jazz Fusión son reconocidos por tener un alto nivel de virtuosismo, combinado con composiciones complejas e improvisación musical en los metros, vistos raramente en otras formas musicales occidentales, salvo en el Jazz.

#### Orígenes
Desde otra vertiente totalmente diferente a las Big Bands de Rock, músicos de jazz habían comenzado a introducir en sus discos bases rítmicas de tipo rock, especialmente a partir de las experiencias de Frank Zappa a finales de los años 60. Elvis Presley también incursionó en el género en 1966 con el álbum de su película homónima Frankie and Johnny que fusionaba jazz, góspel y rock. Por otra parte tenemos el antecedente de Julian Cannonball Adderley, que comenzó a realizar la música que fusionaba el jazz con el pop, el pionero, indudablemente, fue Miles Davis, que rompió el fuego con su disco Bitches Brew (1970). Una buena parte de los músicos de jazz que le acompañaron en esa grabación, generarían bandas de jazz-rock en los años siguientes: Chick Corea con su grupo Return to Forever, John McLaughlin y su Mahavishnu Orchestra, Joe Zawinul y el grupo Weather Report, Tom Scott con su The L.A. Express, Larry Coryell y Eleventh House, Tony Williams y sus Lifetime... Otros músicos de jazz, como Stanley Clarke, Pat Metheny o David Sanborn, o de rock, como Jeff Beck, trabajaron en esta misma línea.
Miles Davis en su álbum Bitches Brew, revela posibles influencias del compositor avant-garde Karlheinz Stockhausen. En relación con la instrumentación, esta también se acerca al rock; así, el "Tony Williams Lifetime", usa instrumentos como la guitarra eléctrica, el bajo y el piano eléctrico. Más tarde, Herbie Hancock, Joe Zawinul, Jan Hammer y Chick Corea, comienzan a incorporar sintetizadores como el minimoog.

#### Jazz-rock fusión en Europa
Este subgénero tuvo también representantes en Europa: Los seminales Soft Machine (que crearían en 1970 una de las piedras angulares del estilo: Third), Nucleus (el grupo del trompetista Ian Carr), Phil Wachsmann, Colosseum  y Paraphernalia (con la saxofonista Barbara Thompson), todos ellos en el Reino Unido; Dzyan y Pork Pie, en Alemania, junto con músicos como el guitarrista Volker Krieger y el saxofonista Klaus Doldinger; el violinista Jean Luc Ponty y el grupo Magma, en Francia; los suecos Ole Baver Group, etc. Tal vez el que más fama alcanzó fue el grupo holandés Focus, liderado por el flautista Thijs van Leer y el guitarrista Jan Akkerman , donde se mezclan sonidos de jazz, rock, yodel, y música nativa de Holanda.

#### Jazz-rock fusión en España
En España, hubo un buen número de grupos que se nutrieron de esta corriente, sobre todo dentro de lo que se llamó el rock layetano (Om, Orquestra Mirasol, Música Urbana, Barcelona Traction, Fusioon, Companyia Elèctrica Dharma) y dentro del nutrido rock andaluz (Goma, Guadalquivir, Cai, Vega, La Banda del Tío Paco). En Madrid, el grupo Dolores (que incluía a Pedro Ruy-Blas y Jorge Pardo, entre otros) fue el representante de esta corriente. Sin embargo, la banda que mejor asumió los conceptos del jazz fusión en España, fue Iceberg (1974) (más tarde, Pegasus, hacia 1982), con el guitarrista Max Sunyer y el teclista Josep Más "Kitflus" al frente. En la década de los 2000 bandas como Elbicho o más recientemente Alpargata  han utilizado el lenguaje del jazz-rock en algunas de sus composiciones.

#### Bandas en Perú
Son importantes los aportes de Manuel Miranda y Manongo Mujica en la evolución del jazz peruano, destacando el percusionista Alex Acuña. Aunque quizás uno de sus más genuinos representantes fue Black Sugar, banda que fusionó los ritmos latinos, afroperuanos con el rock y el jazz. Otra banda destacada fue Nil's Jazz Ensemble, con un disco de corte smooth jazz y jazz rock en 1976. Además, Bossa 70, Los Far Fen y Otto De Rojas, entre otros.

## Decadencia del género
A partir de finales de los años 1970, el jazz rock, como género específico dentro del campo del rock, comenzó a decaer. Frente a las grandes ventas que los grupos del género habían cosechado en los años anteriores, el mercado se decantó por las nuevas tendencias, especialmente el hip hop y el funk, o por las revisiones radicales de las esencias del rock, como el punk. Buena parte de los músicos que, desde el jazz, habían desembarcado en él, volvieron a sus raíces (Chick Corea, Wayne Shorter, Herbie Hancock, Stanley Clarke, etc.) , y las big bands de rock desaparecieron o se acomodaron en un decadente soft rock para adultos. 
Sin embargo, el jazz-rock tuvo una poderosa influencia en el pop británico de los años ochenta, en grupos como Haircut One Hundred , Blue Rondo, Simply Red, Nick Heyward o Sade, así como en el desarrollo del acid jazz y el blues moderno.

## Jazz metal
El jazz metal es la mezcla entre el jazz fusión y el jazz rock con el heavy metal. Los álbumes de Animals as Leaders, The Joy of Motion (2014) y The Madness of Many (2016), han sido descritos como metal progresivo combinado con jazz fusión. Panzerballett es otro ejemplo de fusión entre jazz y metal.

## Jazz punk
El jazz punk es un género musical que combina elementos del jazz, especialmente la improvisación, con la instrumentación y el estilo interpretativo del punk rock. El término se utilizó por primera vez para describir el álbum Buy de James Chance and the Contortions de 1979. El jazz punk está estrechamente relacionado con el free jazz, el no wave y el loft jazz, y desde entonces ha inspirado significativamente el post-hardcore y el hip hop alternativo.